# Die weiße Indianerin
Die weiße Indianerin (L’indiana bianca) ist ein 1983 erschienener italienischer Western-Comic von Paolo Eleuteri Serpieri.

## Handlung
In einem Rückblick erfährt man die Geschichte von einer weißen Siedlerfamilie. Während Vater Burt zum Bahnhof fährt, um Tante Molly abzuholen, und die beiden Kinder Sarah und John ausreiten, bleiben Mutter Marta und Sohn Zeb auf der Farm. Bei der Reparatur der Zäune begegnet Zeb einer kleinen Gruppe Indianern und erschießt, mehr aus Angst und Versehen als mit Absicht, den Sohn des Häuptlings. Aus Rache tötet dieser Zeb und seine Mutter bringt sich aus Angst vor den Indianern selbst um. Als die Indianer weiterreiten, treffen sie auf Sarah und John und entführen sie. John kann fliehen und Sarah wird zur titelgebenden Figur. John selbst ist nicht der leibliche Sohn von Burt und Marta. Johns Vater war ein Indianerhäuptling, seine Mutter Mary eine Weiße.
Jahre sind seitdem vergangen. Bis heute versucht John Sarah wiederzufinden. Als er den Stamm ausfindig gemacht hat, reitet er zu Burt. Zusammen machen sie sich auf die Reise. Ebenso eine Gruppe von Fanatikern, die aus Vergeltung alle Indianer töten will.
Was folgt ist ein Sturm von Gewalt, Hass und nur mehr Leid schaffende Rache. Die Einzige, die das vorausahnt, ist Tante Molly, die versucht, alle von ihrem Vorhaben abzuhalten. Aber in einer von Männlichkeitswahn bestimmten Szenerie, voll von religiöser Verblendung und Fundamentalismus, kommt es zu einem eruptiven Kataklysmus, in dem es keinen Platz für ein Happy End gibt.

## Veröffentlichung
Der Vorabdruck der 46 Seiten langen Geschichte erfolgte im italienischen Magazin Orient Express in den Heften #13 bis #16 (August 1983 bis November 1983). Die französischen Alben stammen von Dargaud und Bagheera. Die deutsche Version gab Alpha heraus. Eine niederländische Fassung erschien bei Dark Dragon Books in der Reihe Western Collectie.
Die Geschichte um Die weiße Indianerin wurde zusammen mit anderen Western-Geschichten des Zeichners 2019 in Teil 2 (Der Schamane) der vierteiligen Serpieri Collection – Western bei Schreiber & Leser nachgedruckt.

## Kritiken
„In Band 2 „Der Schamane“ steht das Zusammenleben von Weißen und Indianern im Mittelpunkt wie auch mehrere für die Zeit typische Frauenschicksale auf ernüchternd-realistische Weise anschaulich gemacht werden, etwa wenn Frauen – gleich welcher Hautfarbe – wie Rechtlose oder Freiwild behandelt werden („Die weiße Indianerin“, „Frauen an die Front“), sich aber durchaus zu wehren wissen.“

„[…] ist der Höhepunkt des Bandes die Geschichte „Die weiße Indianerin“. […] bringt sie den ganzen Duktus der Wildweststorys des Künstlers auf den Punkt: Rassismus, Vorurteile und rücksichtslose Gewalt gegen die Ureinwohner.“